# Pierre-Jacques Charliat
 (mars 2023).
La mise en forme du texte ne suit pas les recommandations de Wikipédia : il faut le « wikifier ».
Les points d'amélioration suivants sont les cas les plus fréquents :
- Les titres sont pré-formatés par le logiciel. Ils ne sont ni en capitales, ni en gras.
- Le texte ne doit pas être écrit en capitales (les noms de famille non plus), ni en gras, ni en italique, ni en « petit »…
- Le gras n'est utilisé que pour surligner le titre de l'article dans l'introduction, une seule fois.
- L'italique est rarement utilisé : mots en langue étrangère, titres d'œuvres, noms de bateaux, etc.
- Les citations ne sont pas en italique mais en corps de texte normal. Elles sont entourées par des guillemets français : « et ».
- Les listes à puces sont à éviter, des paragraphes rédigés étant largement préférés. Les tableaux sont à réserver à la présentation de données structurées (résultats, etc.).
- Les appels de note de bas de page (petits chiffres en exposant, introduits par l'outil «  Source ») sont à placer entre la fin de phrase et le point final[comme ça].
- Les liens internes (vers d'autres articles de Wikipédia) sont à choisir avec parcimonie. Créez des liens vers des articles approfondissant le sujet. Les termes génériques sans rapport avec le sujet sont à éviter, ainsi que les répétitions de liens vers un même terme.
- Les liens externes sont à placer uniquement dans une section « Liens externes », à la fin de l'article. Ces liens sont à choisir avec parcimonie suivant les règles définies. Si un lien sert de source à l'article, son insertion dans le texte est à faire par les notes de bas de page.
- La présentation des références doit suivre les conventions bibliographiques. Il est recommandé d'utiliser les modèles {{Ouvrage}}, {{Chapitre}}, {{Article}}, {{Lien web}} et/ou {{Bibliographie}}. Le mode d'édition visuel peut mettre en forme automatiquement les références.
- Insérer une infobox (cadre d'informations à droite) n'est pas obligatoire pour parachever la mise en page.

Pour une aide détaillée, merci de consulter Aide:Wikification.
Si vous pensez que ces points ont été résolus, vous pouvez retirer ce bandeau et améliorer la mise en forme d'un autre article.
 (novembre 2018).
Si vous disposez d'ouvrages ou d'articles de référence ou si vous connaissez des sites web de qualité traitant du thème abordé ici, merci de compléter l'article en donnant les références utiles à sa vérifiabilité et en les liant à la section « Notes et références ».
Pierre-Jacques Charliat (né à Paris le 21 décembre 1900 et mort à Versailles le 13 décembre 1984), membre de l'Académie de marine, est considéré comme pionnier de l'histoire de la marine selon des méthodes modernes.

## Biographie
Après avoir reçu une formation littéraire et technique, il devient à la Sorbonne et à l'école des Hautes Etudes l'élève de Henri Hauser, François Simiand et Louis André. Il expose dans une série de conférences en Scandinavie (Oslo, Bergen, Upsal, Copenhague) ses premiers travaux sur l'histoire des relations maritimes entre la France et les marchés du Nord. Il publie à Bergen une première étude sur le plan économique et financier d'un armateur nordique, précurseur de John Law.
Il collabore avec Prosper Boissonnade (1862-1935), doyen de la Faculté des Lettres de Poitiers, à un ouvrage sur la politique de Colbert dans la Baltique, qui paraît en 1930.
Ces travaux lui ont révélé l'existence, alors inconnue aux historiens français, d'une puissante flotte de commerce, en croissance constante de 1660 à 1792 et principal agent de la prospérité des villes à la fin de l'Ancien Régime. Il publie en 1932, sous le titre Trois Siècles d'Economie Maritime, une étude sur cet aspect ignoré du développement de l'économie nationale. L'ouvrage est couronné par l'Académie française et lui ouvre les portes de l'Académie de marine.
Il a été membre du Comité des travaux historiques et scientifiques et membre de la Société de l'histoire de France(en 1937). 
P.J. Charliat a recueilli en Europe et en Amérique les matériaux de ses travaux sur l'histoire des sciences et des techniques et aussi sur les sources de la documentation industrielle, matière qu'il a exposée pendant plusieurs années dans les conférences qu'il a donné au Conservatoire national des arts et métiers.

## Publications

### Ouvrages
- 1930 : Colbert et la Compagnie de commerce du Nord (1661-1689) (avec Prosper Boissonnade),1 vol.(183 p.), Paris, les Presses modernes, 45, rue de Maubeuge,  ateliers de Reims (Marne) ; Marcel Rivière, éditeur ; préface d’Henri Hauser (1866-1946)
- 1931 : Trois siècles d'économie maritime française, Villeneuve-Saint-Georges, Impr. l'Union typographique ; Paris, Libr. des sciences politiques et sociales, Marcel Rivière
- 1954 : Aventures et combats des trois "Belle Poule", 1 vol. (VIII-215 p.), Paris : Éditions maritimes et coloniales, préface de Maurice de Broglie, illustrateur : Gustave Alaux (1887-1965) (lire en ligne sur Gallica) ;
- 1955 : Histoire universelle des explorations III, Le temps des grands voiliers, Paris : Nouvelle librairie de France, 367 p., préface de Lucien Febvre (1878-1956); éditeur scientifique : Louis-Henri Parias (1913-1997)

### Travaux académiques
- 1929 : Documents sur les anciennes relations entre la France et les pays du Nord. Les oiseaux du Nord et la fauconnerie royale.Extrait de la "Revue de l'histoire de Versailles et de Seine-et-Oise"(Avril-juin 1929); Édition : Versailles, libr. J.-M. Mercier; In-8, 14 p. [856]
- 1931 :
  - La Flotte de commerce française sous l'ancien régime (1610-1789). Communication de P. J. Charliat; Extrait des "Communications et mémoires de l'Académie de Marine", T. X, 1931;  Paris, Société d'éditions géographiques, maritimes et coloniales , 1933. In-8°, paginé 197-219, planche
  - Etudes sur l'histoire maritime et industrielle dans les temps modernes (imprimées en Europe et en Amérique)
  - Evolution des idées et les transformations du matériel au cours de la dernière période de la marine à voiles
- 1956 : Etudes sur les Sources ou l'Histoire des Découvertes ; Académie des Sciences Coloniales, mai 1956
- 1957 :
  - Rôle économique, stratégique et logistique de la marine marchande française sous Louis XV; mélanges publiés sous la direction de Michel Mollat; Rivière éditeur
  - Editions critiques de mémoires de navigateurs
  - Manuels bibliographiques sur la vie maritime et aérienne de la France
  - Portulan de notre littoral
- 1969 : Note sur le passage de Vénus et la révolution nautique dans la seconde moitié du XVIIIe siècle. Paris: Bibliothèque Nationale,1969;- Extrait des comptes rendus du 92e Congrès national des sociétés savantes, 1967, p. 155-266

### Préfacier
- 1927 : Mémoires inédits de Thor Möhlen à la cour de France (1699), précédés d'une introduction... par P. J. Charliat; 1 vol. (72 p.); Saertryk av "Bergens historiske forenings skrifter" nr. 33, 1927. - Le texte français des "Mémoires" est suivi d'une traduction en norvégien
- Dossiers biographiques Boutillier du Retail. Documentation sur Peter Wessel Tordenskiold; le Jean Bart nordique (1690-1720)" / Olav Bergersen (in "La Revue maritime", mai 1933); Édition : Paris : La Revue maritime , 1933; auteur du texte : Olaf Bergersen; traducteur : E. Einang